# Natalus tumidirostris
Natalus tumidirostris is een vleermuis uit het geslacht Natalus.

## Kenmerken
Deze geelbruine vleermuis is ongeveer even groot als N. stramineus. De voorarmlengte bedraagt 31,0 tot 41,5 mm en de schedellengte 15,8 tot 17,3 mm.

## Onderverdeling
Er zijn drie ondersoorten, die voornamelijk verschillen in grootte: N. t. continentis (Thomas, 1911) op het vasteland, N. t. haymani Goodwin, 1959 op Trinidad en N. t. tumidirostris Miller, 1900 op Aruba, Curaçao en Bonaire. De vorm tronchonii Linares, 1971, oorspronkelijk beschreven als ondersoort van N. stramineus, is ook een synoniem van N. tumidirostris.

## Verwantschap
Deze soort is nauw verwant aan N. stramineus, maar verschilt daarvan door zijn dikke bek. Dit kenmerk is zelfs al beschouwd als voldoende grond om N. tumidirostris in een apart geslacht, Phodotes Miller, 1906, te plaatsen, maar anderen erkennen N. tumidirostris niet als een aparte soort naast N. stramineus.

## Verspreiding
Deze soort komt voor in Colombia, Venezuela, Suriname en Frans-Guyana en op de nabijgelegen eilanden Aruba, Curaçao, Bonaire en Trinidad.